# 朗道特河
朗道特河（英語：Rondout Creek）是流經美國纽约州阿爾斯特縣和沙利文縣的哈德遜河的支流，全長101.9公里。溪水发源于卡茨基尔山东部的落基山，向南流入朗道水库（纽约市供水网络的一部分），之後流經卡茨基尔山和雄格姆岭之间的山谷，在那里经过一系列高落差的瀑布，最后在金斯敦和沃尔基尔河一同匯入哈德遜河。
朗道特河在19世紀具有重要的經濟地位，当时貼著特拉华-哈得逊运河，从纳帕诺克一直延伸到朗道鎮（现在是金斯敦的一部分），朗道鎮作為運河的北部港口得到了迅速發展。如今，朗道特河不仅對於朗道水庫很重要，而且也為沿岸地區創造了钓鱼和其他休閒活動的環境。
由於沃尔基尔河的影响，朗道特河流經的範圍達到了2850平方公里。一直延伸到新澤西州苏塞克斯县。上游河道周围的高山和水庫為朗道特河增添了徑流量。

## 流域地理
由于周围地理的变化和过去的开发（例如汲取其溪水的运河和水库），朗道特河流經了几个不同的地段。其源头位于水库之上，是一条典型的山涧溪流。水库下方仍然布满岩石，但溪水逐渐变宽，延伸至狭窄山谷的底部。在纳帕诺克，它转向东北并接收了其第一条主要支流維努溪的匯入，朗道特河变得更寬闊，它流过的山谷也变得更宽，更深。
在雄格姆岭北部，沃尔基尔河从斯圖金池缓缓流下，它的宽度足以在某些地方被称为朗道河。 在运河的前北出口克里克洛克斯（Creeklocks），河道变得足够宽和深，可以通航，河岸边有几處码头，此處河道已超过30米宽，河口位於金斯敦上方。 

### 卡茨基尔山和源头
朗道特河发源于落基山（Rocky Mountain）和香脂角（Balsam Cap）之间的山坳之下，总体上向南經過落基山的山坡，流入一个狭窄的山谷，在左侧其支流皮克特溪（Picket Brook）匯入，在右侧也有来自皮卡莫斯山 (Peekamoose Mountain) 山坡的三条无名溪流的匯入。在溪流源頭的兩公里內的逕流中，海拔已经下降了440米。 之後溪流轉向西南方向，沿着一个更宽的山谷前进，該山谷被非正式地称为皮卡莫斯峡谷。小溪周围的大部分土地都是纽约州森林保护区的一部分，因此未被开发。这条岩石溪流拥有几个受欢迎的游泳處，其中一个因其深水的绿色色调而被称为蓝洞。
沿着這裡向下，它从右侧接收了几条支流——酪乳瀑布溪（Buttermilk Falls Brook），其同名瀑布就位於河口附近，此外還有高瀑布溪（High Falls Brook）和熊洞溪（Bear Hole Brook），其中大部分像朗道特河一样，藏在西面的斯莱德山荒野地区中。斯莱德山东边是另一个森林保护区管理单位，被稱作日落原始森林，一些无名的支流就来自这里。由于小溪两侧保护区的公共交通便利，该地区已成为卡茨基尔最受欢迎的有著鱒魚的溪流之一，在釣魚季節可以看到飛蠅釣者。

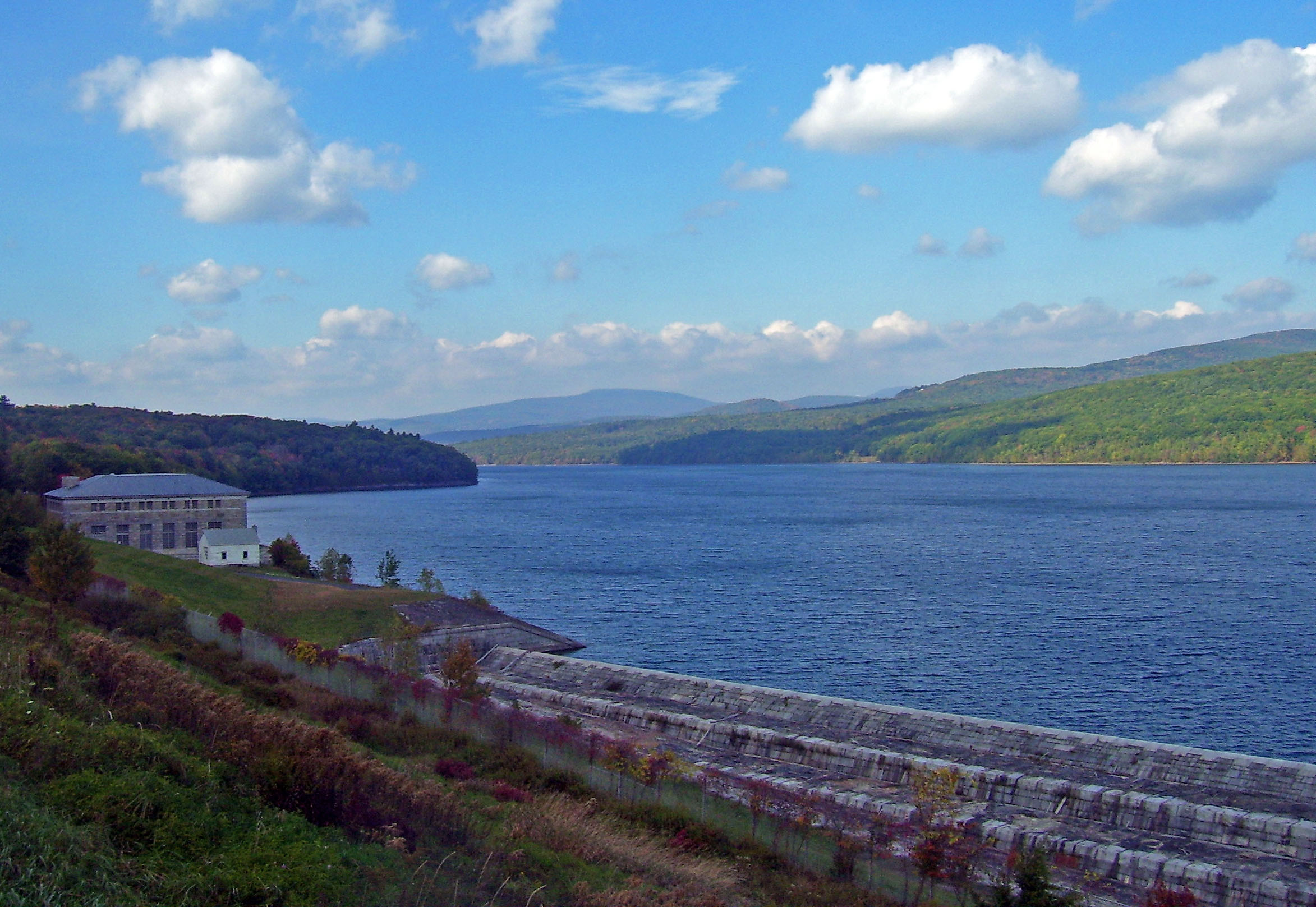
朗道水庫

### 朗道水库到纳帕诺克
穿过NY 55A公路后，河道变宽，匯入格雷厄姆斯维尔（Grahamsville）下方的水库，并开始更多地向东南偏东方向流动。55号公路和55A号公路分别将水库的南部和北部包圍。沿着14公里长的水庫，溪流回到了阿尔斯特县，此處海拔260米。朗道特河在經過流經拉卡瓦克（Lackaack）後离开了卡茨基尔公园 （Catskill Park），在一条多岩石、更宽的河床中向东流去。溪水之後流經纳帕诺克 （Napanoch）。在接受瓦努溪（Ver Nooy Kill）的匯入后，河道向东北弯曲，与雄格姆岭和卡茨基尔高原的边缘平行。

### 朗道谷
朗道特河在这里變得更宽更深，在不斷擴大的山谷中形成了一个不断變寬的河床，溪水继续向东北延伸，流經东部惩教所附近，在那里可以找到运河的第一个遗迹，即旧火车站旁边的一条空沟渠。朗道特河继续流向克洪克森（Kerhonkson），55号公路和44号公路在此地交匯。US 209公路在往高瀑村（High Falls）的方向继续与朗道特河平行，并开始绕著雄格姆嶺北端向东弯曲，在这里，它越过壮观的瀑布，高瀑村因此而得名，瀑布就在NY 213公路下方。

### 朗道特河下游和金斯顿
在雄格姆嶺北端的周围，朗島溪接收了明尼瓦斯卡州立保护区內的许多溪流作为支流：其中有彼得斯溪（Peters Kill）、斯托尼溪（Stony Kill）和科欣溪（Coshing Kill），之後它再次开始向东弯曲，在砾石衬砌的防洪河道中穿过213号公路和32号纽约州州道，在流經纽约州高速公路下方不久后又回到更自然的河床。在高速公路以东的树木繁茂的地区，沃尔基尔河的水勢被上游的鲟鱼池（Sturgeon Pool）减弱，並从南边汇入。朗島溪转向北流，然后再次向东，並再次穿过213号公路。

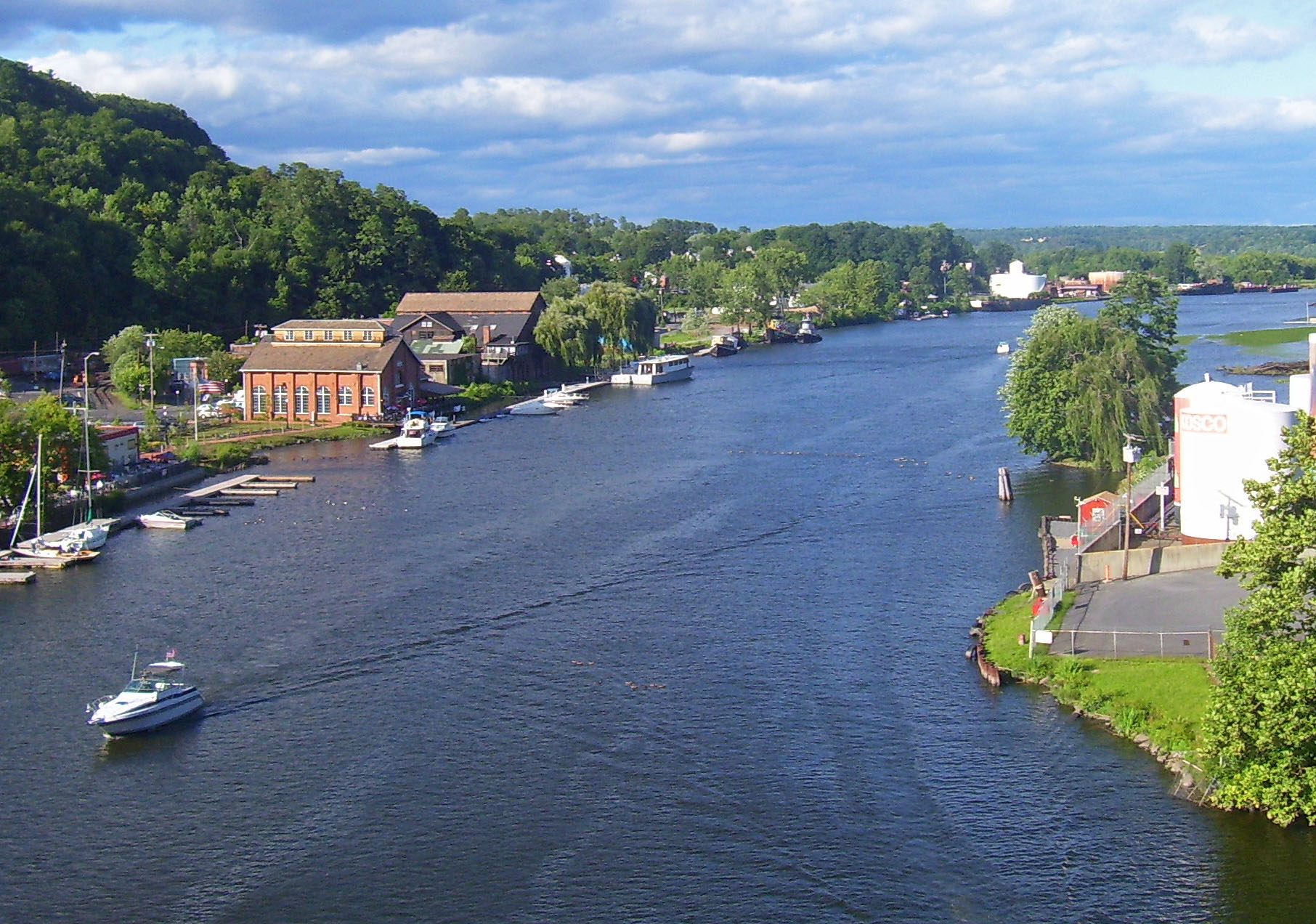
位于金士顿的朗道特河出水口。

在金斯顿，河道变宽并流过两座桥梁，即历史悠久的金斯顿-埃文港悬索桥。朗道特河稍稍弯曲，穿过金斯顿角（Kingston Point）附近的沼泽和低地，在莱茵克利夫（Rhinecliff）对面的朗杜特灯塔（Rondout Lighthouse）注入哈德逊河。